# 冒纳罗亚火山

茂纳羅亚地理位置

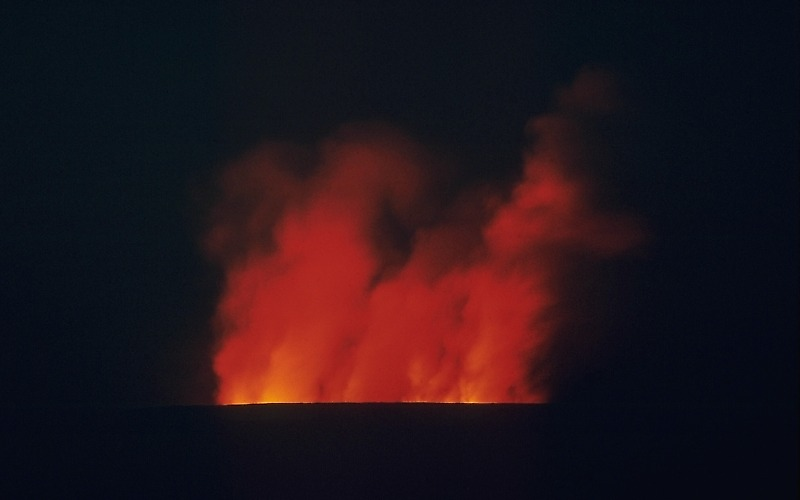
1984年的火山喷发

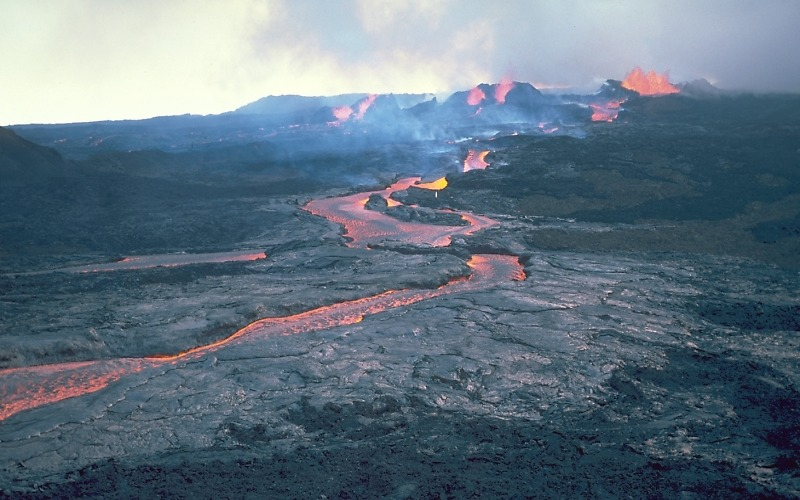
1984年4月喷发形成的熔岩喷泉

冒纳罗亚火山（直译：长山，一译茂纳罗亚火山），是美國夏威夷州上的一個活躍盾状火山，為形成夏威夷群島的五個主要火山當中之一。它是世界最大孤立山体之一，海拔4,169米。雖然它峰頂比相鄰的茂納凯亚火山要低120英尺（37），但夏威夷人仍然把它命名為，意為「長山」。
其穹丘长120公里，宽103公里米，火山口莫库阿韦奥韦面积约10萬平方公里，深1500-1800米。估計它的容量大約為75,000立方千米（18,000立方英哩）。從冒纳罗亚火山喷發出的熔岩流動性非常好，这導致该火山的坡度十分小。

## 背景
冒纳罗亚火山噴發了至少70萬年，約在40萬年前露出海平面，但当地已知最古老的岩石年龄不超過20萬年。海島東南方之熱點的岩漿在過去千萬年來形成了夏威夷岛链。隨著太平洋板塊的緩慢漂泊，茂纳洛亚火山最终被带离熱點。
熔岩流经面积达5,120平方千米。也有沿着东北或西南裂隙的喷发。1935年喷发时，美国军队在熔岩通道上投掷炸弹以保护希洛市。1950年6月持续23天的喷发摧毁了一座小村庄。1975年及1984年均有大的喷发。
台灣、美國與澳洲合作的宇宙微波背景輻射陣列望遠鏡（Array for Microwave Background Anisotropy，AMiBA）設在此山山頂，2003年10月起開始觀測。
國際火山學與地球內部化學協會（IAVCEI）將茂纳洛亚火山列為十年火山。

### 腳註
1. ↑  周定国 (编). . . 北京: 中国对外翻译出版公司. 2008-01. ISBN 978-7-500-10753-8. OCLC 885528603. OL 23943703M. NLC 003756704.（简体中文）
2. ↑  . Hawaii Tourism Authority.   [2019-02-04]. （原始内容存档于2021-03-14）.
3. ↑  Kaye, G.D. . . Geological Society of America. 2002  [2007-10-06]. （原始内容存档于2009-01-25）.
4. ↑  USGS. . February 2006  [2006-08-22]. （原始内容存档于2015-08-09）.

### 文獻
本条目包含来自公有领域出版物的文本: Chisholm, Hugh (编).  (第11版). London: Cambridge University Press. 1911.